# Dzikowo (jezioro)
Dzikowo – polodowcowe jezioro w Polsce, położone w województwie kujawsko-pomorskim, w powiecie toruńskim, w gminie Obrowo, oddalone 1 km od wsi Dzikowo.

## Charakterystyka
Wody jeziora są dosyć przejrzyste. Większa część jego dna jest pokryta piachem, gdzieniegdzie występuje warstwa mułu. Na jeziorze Dzikowskim występuje zakaz korzystania ze środków pływających.  
Jezioro znajduje się pod opieką Okręgu PZW Toruń.  

## Dane morfometryczne
Powierzchnia jeziora wynosi 7 ha. Średnia głębokość wynosi 2 m, zaś maksymalna 18 m. 

## Przyroda
Jezioro zamieszkują następujące gatunki ryb: karp, okoń, węgorz, leszcz, płoć, szczupak, wzdręga, tołpyga, sandacz, amur biały, karaś srebrzysty i lin.